# Frobenius-norma
A Frobenius-norma a következő módon van meghatározva egy {\displaystyle m\times n}-es A mátrixra:
{\displaystyle \|A\|_{F}^{2}=\sum _{i=1}^{m}\sum _{j=1}^{n}|a_{ij}|^{2}=\operatorname {Sp} (AA^{*})=\sum _{i=1}^{\min\{m,\,n\}}\sigma _{i}^{2}.}
Itt {\displaystyle \operatorname {Sp} (M)} az {\displaystyle M} mátrix nyomát, {\displaystyle \sigma _{i}} pedig az A mátrix szinguláris értékeit jelölik.
A definícióból látható, hogy a nyomnormánál sohasem ad nagyobb értéket.
A Frobenius-norma a mátrixok skaláris szorzásából származtatható, és fontos a numerikus lineáris algebra szempontjából. Gyakran könnyebben számítható, mint az indukált normák.